# Max Askanazy
Max Askanazy (ur. 24 lutego 1865 w Stallupönen, zm. 23 października 1940 w Genewie) – niemiecko-szwajcarski lekarz patolog.

## Życiorys
Syn Josepha Samuela Askanazy i jego żony Nanny Ashkanazy. Uczęszczał do szkoły w Królewcu i na tamtejszym uniwersytecie studiował medycynę. W 1890 roku został doktorem medycyny. W 1894 habilitował się i został Privatdozentem. Od 1903 profesor tytularny patologii ogólnej, anatomii patologicznej i mykologii na Uniwersytecie w Królewcu. W 1905 powołany na katedrę Uniwersytetu w Genewie. Na katedrze pozostał do przejścia na emeryturę w 1939.
W 1928 założył Société internationale de pathologie géographique. Był autorem około 170 prac naukowych. Jego zainteresowania naukowe dotyczyły m.in. parazytologii, patologii kości, onkologii.